# Eoophyla kingstoni
Eoophyla kingstoni là một loài bướm đêm trong họ Crambidae.